# Obdachlosigkeit

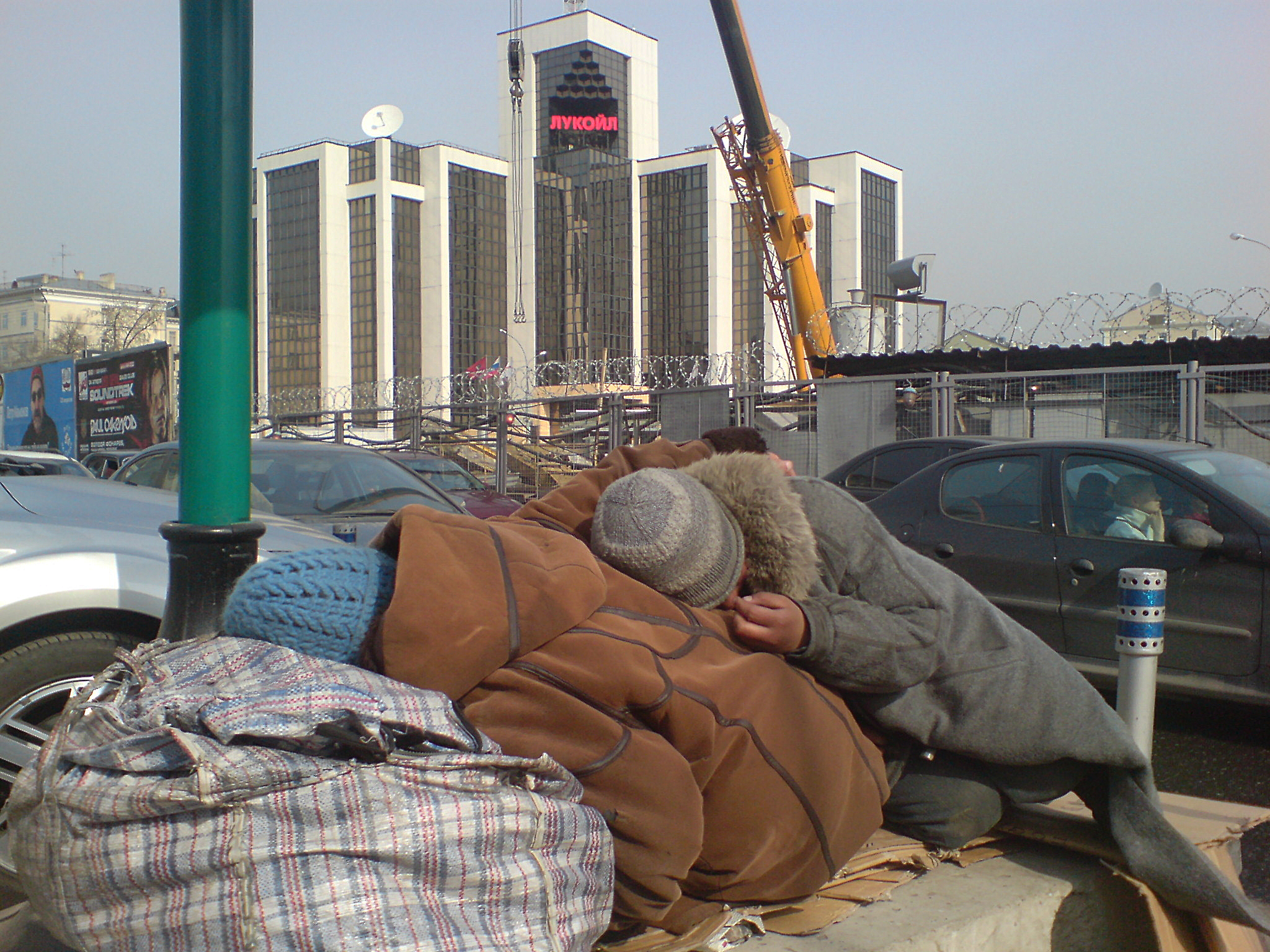
Wohnungslose schlafen nahe dem Lukoil in Moskau

Obdachlosigkeit ist eine Lebenslage, in der Menschen keinen festen Wohnsitz haben und im öffentlichen Raum, im Freien oder in zwangsgemeinschaftlichen Notunterkünften übernachten. Die Mehrzahl der Obdachlosen in den Industriestaaten ist männlich, unter den Obdachlosen machen Männer etwa 70 % aus. Davon ist Wohnungslosigkeit zu unterscheiden: Ende 2022 hatten 607.000 Menschen in Deutschland nach Angaben der Bundesregierung keine eigene Wohnung und 50.000 davon waren obdachlos.
Langzeitobdachlose sind heute in den meisten Großstädten präsent. Abfällige Bezeichnungen wie „Penner“, „Sandler“ oder die Gleichsetzung mit Bettlern sind im städtischen Alltag weit verbreitet. Eine romantisch-verklärende Sicht findet sich im französischen Begriff Clochard.
Häufig sind Opfer von Naturkatastrophen wie Erdbeben und Überschwemmungen, aber auch von Zerstörungen infolge von Bürgerkriegen oder Kriegen zumindest für einige Zeit lang ohne Obdach. Dabei wirken sich vergleichbare Ereignisse in Entwicklungsländern aufgrund geringerer Ressourcen tendenziell stärker aus als in wohlhabenderen Ländern.

## Begriffsumfeld

### Obdach
Der Begriff Obdach bezeichnet „eine Unterkunft, die Schutz vor den Unbilden des Wetters bietet, Raum für die notwendigsten Lebensbedürfnisse lässt und insgesamt den Anforderungen an eine menschenwürdige Unterkunft entspricht“, umgangssprachlich also ein „Dach über dem Kopf“.

### Bezeichnungen für Obdachlose

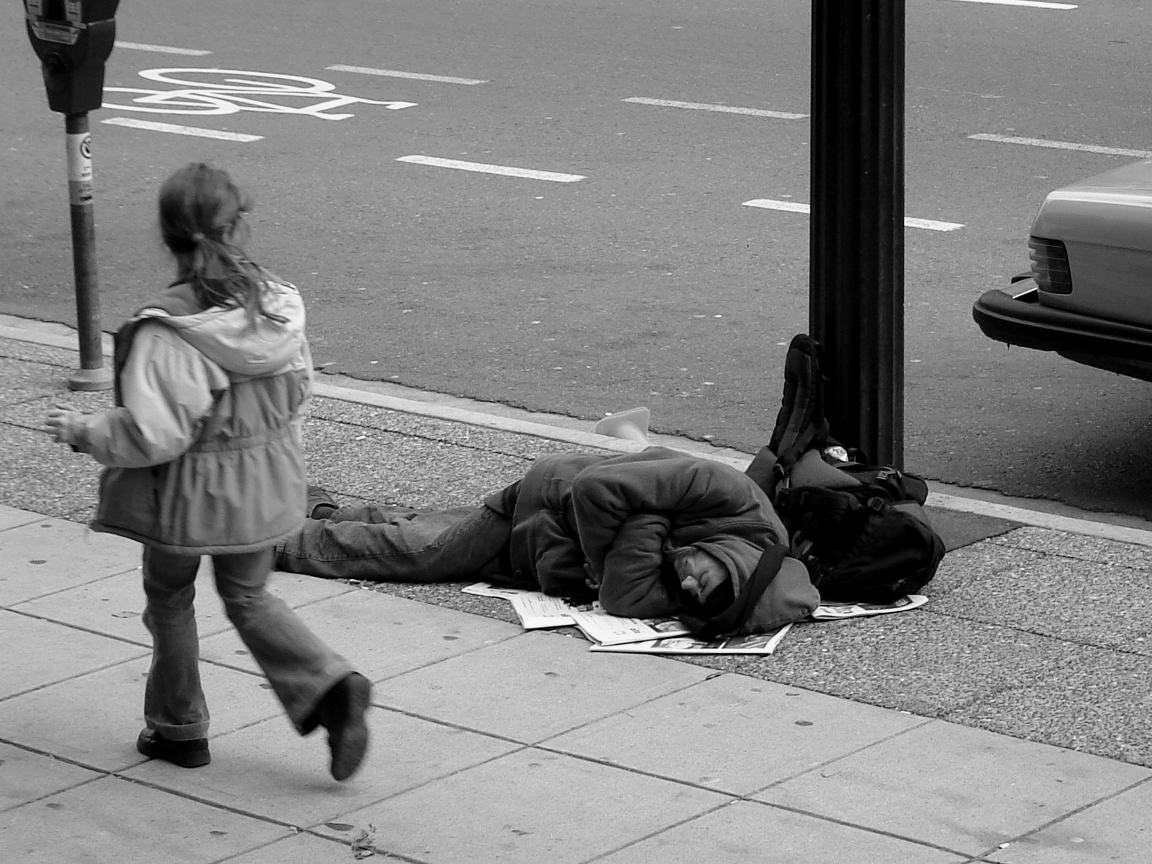
Obdachloser in Kanada

Die von Obdachlosigkeit betroffenen Personen werden wahlweise als Obdachloser, Wohnsitzloser, Nichtsesshafter (wegen NS-Vorbelastung des Begriffs kaum noch verwendet), Zigeuner, Penner, Clochard, Vagabund, Landstreicher, Stadtstreicher, Herumtreiber, Trebegänger, Tippelbruder, Berber, Nomade, Pfründner bezeichnet. Fast alle diese Begriffe haben abwertenden Charakter. In Österreich ist der Ausdruck Sandler gebräuchlich. Dieses Wort leitet sich von mittelhochdeutsch seine ab, was so viel wie „träge, langsam“ bedeutet.
Vorgeschlagen wurde der Begriff wohnungslose Menschen.

### „Platte machen“
„Obdachlos sein“ bedeutet, außerhalb einer Wohnung übernachten zu müssen, zum Beispiel in Parkanlagen, unter Brücken, auf Bänken, in Hauseingängen, auf Baustellen und in Bahnhöfen. Eine umgangssprachliche Bezeichnung für diese Lebensweise ist „Platte machen“, „Platte schieben“ oder „auf Platte sein“. „Platte“ nennt man den Schlafplatz von Obdachlosen: auf der Straße, auf einer Parkbank, unter einer Brücke, über einem Lüftungsschacht, im Eingang eines Hauses oder einer Garage, im Park oder Wald. Viele Obdachlose nutzen immer denselben Platz zum Übernachten, ihren Stammplatz. Tagsüber sind sie unterwegs, ihr ganzes Hab und Gut nehmen sie immer mit, in Tüten und Taschen, manchmal in einem Rucksack oder einem Anhänger, damit ihnen nichts gestohlen wird. Gelegentlich nutzen Obdachlose auch leerstehende Gebäude oder Ruinen als Schlafplatz oder um ihre Habseligkeiten aufzubewahren. Im Gegensatz zur Hausbesetzung wird allerdings keine Sichtbarkeit und Inbesitznahme angestrebt.

### Wohnungslosigkeit
Von der Obdachlosigkeit ist die Wohnungslosigkeit zu unterscheiden. Obdachlose Personen können (oder wollen) keine adäquate Bleibe nutzen oder sie sind auf reine Notunterkünfte oder Notschlafstellen angewiesen. Dagegen verfügen wohnungslose Personen lediglich nicht über eigene Wohnräume und finden anderweitig Unterkunft. Nicht obdachlos, sondern lediglich wohnungslos sind demnach Menschen, die temporär in Herbergen, Hotels, Frauenhäusern oder bei Verwandten wohnen. Ebenso sind sogenannte Sofa-Hopper, die kurzfristig Unterschlupf bei Freunden finden und sich „von Sofa zu Sofa hangeln“, nicht obdachlos.
Der Status wohnungsloser Personen ist nicht auf den ersten Blick erkennbar. Viele Betroffene wollen aus Scham auch selbst ihre Wohnungslosigkeit vor der Öffentlichkeit verbergen. Deshalb wird in diesem Zusammenhang oftmals von „verdeckter“ oder „versteckter Wohnungslosigkeit“ gesprochen.

### Wohnsitzlosigkeit
Die Begriffe wohnsitzlos und Wohnsitzloser besagen, dass jemand keinen festen Wohnsitz hat. Sie werden vergleichsweise selten verwendet und sind vorwiegend in der Verwaltungssprache gebräuchlich. Ebenso wie Wohnsitzlosigkeit werden sie vor allem in folgenden Zusammenhängen verwendet:
- Verwaltung: Für Behörden ist der Wohnsitz beziehungsweise das Fehlen eines Wohnsitzes von Belang. In Deutschland besteht die Pflicht, den Wohnsitz beim Einwohnermeldeamt anzumelden (Meldepflicht). Die übliche Bezeichnung lautet hierzulande „ohne festen Wohnsitz“.
- Gerichtswesen: Der Gerichtsstand ist bei natürlichen Personen im Normalfall der Wohnsitz, nach § 16 ZPO bei wohnsitzlosen Personen der Aufenthaltsort, falls unbekannt der letzte Wohnsitz.
- Obdachlosigkeit: Gelegentlich wird die Bezeichnung Wohnsitzloser im Sinne von Obdachloser verwendet,[14] ebenso Wohnsitzlosigkeit im Sinne von Obdachlosigkeit.[15] In diesem Zusammenhang geht es um die prekären Lebensumstände der Betroffenen.

Wohnsitzlosigkeit bezeichnet jedoch nicht speziell den Umstand, dass die Person zwar keine eigene Wohnung hat, aber dennoch behelfsweise in einer Wohnung leben und übernachten kann, etwa bei Verwandten oder Freunden. In diesem Fall spricht man von Wohnungslosigkeit (siehe oben).

## Geschichte und Entwicklung

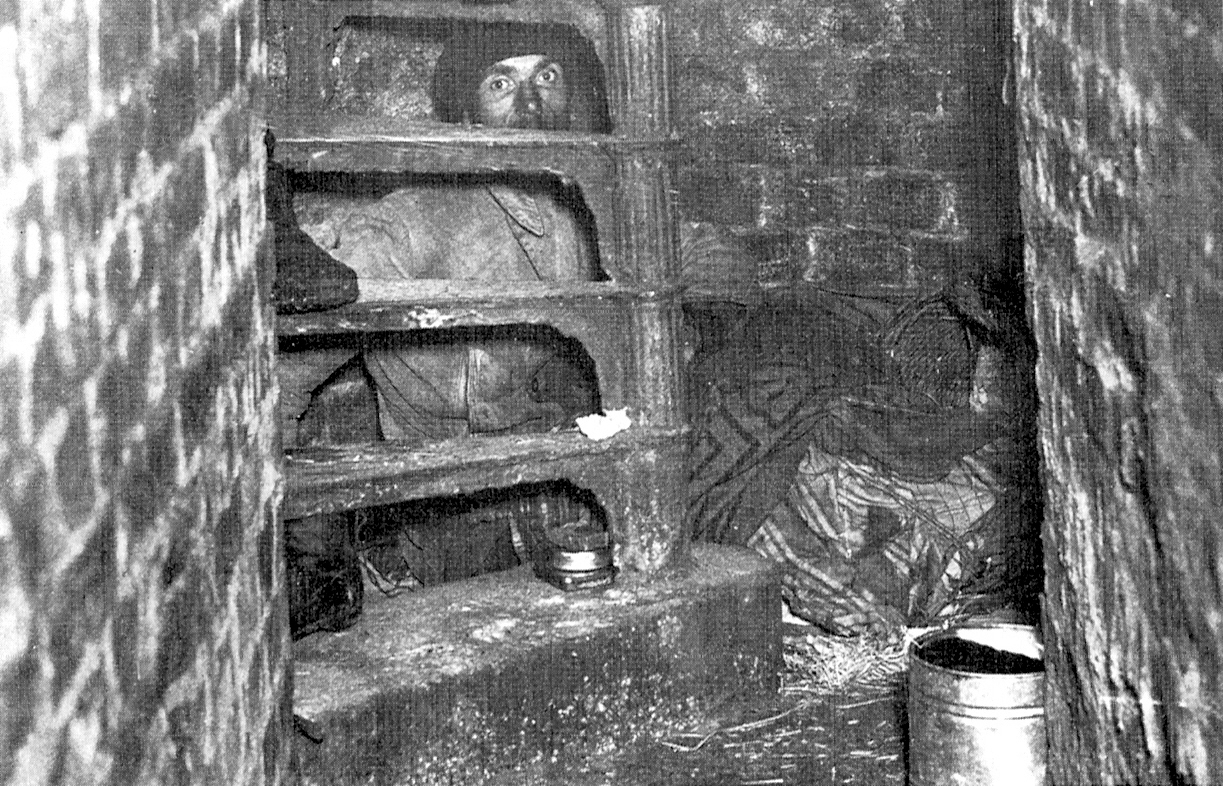
Obdachlosenunterschlupf in der Wiener Kanalisation um 1900

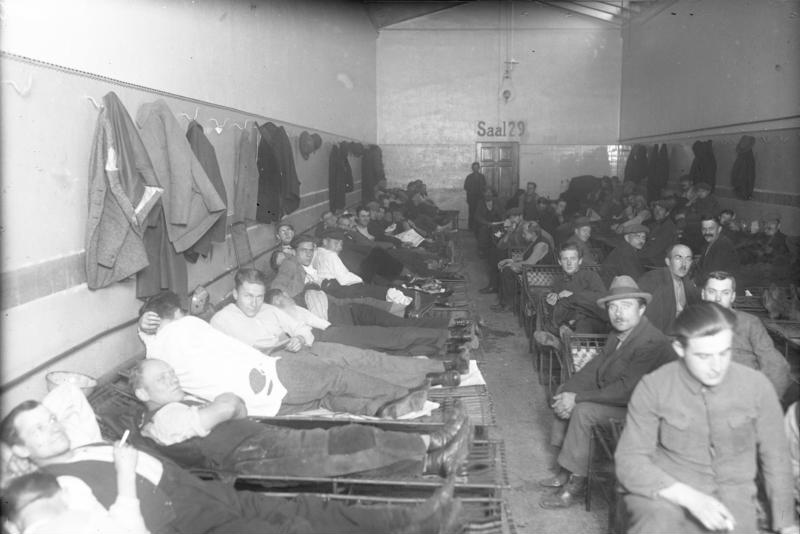
Schlafsaal des Berliner Obdachlosenasyls, 1930

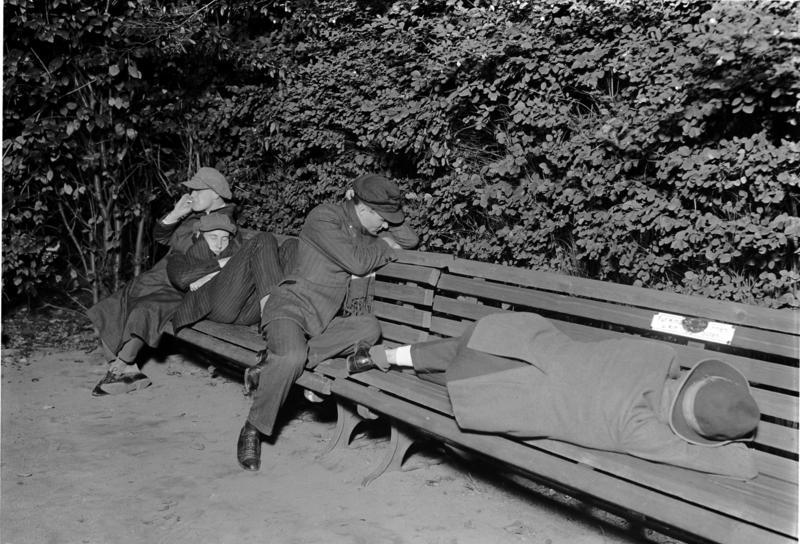
Obdachlose auf einer Parkbank in Berlin, 1931

### Geschichte bis zum Mittelalter
Obdachlosigkeit gibt es seit langer Zeit. Fast alle bekannten Religionen thematisieren sie. Im Mittelalter zogen Bettler umher – nach der christlichen Lehre legitim und ehrenhaft. Arme sollten aufgrund ihres Leides im Diesseits schneller in den Himmel kommen. Reiche Menschen hatten die Möglichkeit zur Sündenvergebung, indem sie den Bedürftigen Almosen gaben. Die Bedürftigen sollten im Gegenzug für die Vergebung der Sünden des Spenders beten.

### Reformation und Absolutismus
Beginnend in der Reformationszeit führte ein Wandel der Gesellschaft viele Menschen in Armut und Besitzlosigkeit. Der Dreißigjährige Krieg machte zudem sehr viele obdachlos. Bereits vor dem Ende des Deutschen Reiches wurden erste Regeln im Umgang mit den Armen getroffen, wie nach Prüfung auf Bedürftigkeit ausgehändigte Bettelabzeichen, oder Wanderverbote, die eine Gabe von Almosen an ortsfremde Obdachlose unter Strafe stellten.
Im Absolutismus verabschiedete man sich endgültig von der mittelalterlichen Weise im Umgang mit Obdachlosigkeit und ächtete sie. Protestantische Nützlichkeitsethik und Merkantilismus als Wirtschaftssystem begründeten eine gesellschaftliche Moral, in der sich die menschliche Ehre vor allem auf Leistung, materiellen Verdienst, den eigenen Beitrag zur Finanzierung des Staates bezog. Die hierarchisch geprägte Gesellschaft mit unterschiedlichen Klassen sah Arme ohne Erwerbstätigkeit als Plage und zunehmend auch als Asoziale, die umerzogen werden müssten. Zuchthäuser wurden eingeführt, in denen Vagabunden Zwangsarbeit zur Besserung leisten mussten. Die Zuchthäuser stellten einen Produktivitätsfaktor dar, von dem die Gesellschaft profitierte. Ein Zuchthausaufenthalt endete nach der Willkür des Personals in der Regel nur, um Platz für Nachrücker zu schaffen.

### Ab dem 19. Jahrhundert
Erst mit der Bauernbefreiung im frühen 19. Jahrhundert änderte sich die gesellschaftliche Situation der Obdachlosen wieder. In den Zuchthäusern waren nur noch Straftäter. Wanderarbeitsstätten versorgten und beherbergten umherwandernde Obdachlose gegen Arbeit. Immer noch stellten Gesetze die Landstreicherei unter Strafe und schränkten die Möglichkeiten der Umherziehenden dadurch stark ein. Aus dem Protestantismus heraus entstand eine Bewegung, die sich für eine wesentliche Verbesserung der sozialen Probleme der verarmten Bevölkerung einsetze. Theodor Fliedner gründete 1826 die Rheinisch-Westfälische Gefängnisgesellschaft mit dem Ziel der Resozialisierung der Betroffenen. Friedrich von Bodelschwingh, der Gründer Bethels bei Bielefeld, nannte die Obdachlosen „Brüder der Landstraße“. Mit seinem Konzept „Arbeit statt Almosen“ versuchte er, ihnen ihre Würde zurückzugeben. Er gründete 1882 die erste deutsche Arbeiterkolonie in Wilhelmsdorf. Als Abgeordneter des preußischen Landtages setzte er 1907 das Wanderarbeitstättengesetz mit durch. Seine letzte Gründung Hoffnungstal, 15 km nördlich von Berlin, dokumentiert seine Zuwendung zu den Betroffenen. Jeder Bewohner erhielt in den Schlafbaracken eine eigene Kabine mit Bett, Schrank, Tisch und Stuhl, die ihm im Gegensatz zu den Obdachlosenasylen der Stadt einen persönlichen Raum schuf.
Einen ähnlichen Ansatz verfolgte in Frankreich nach dem Zweiten Weltkrieg der Priester Abbé Pierre. Auf ihn geht die Stiftung Emmaüs zurück, die in Frankreich flächendeckend Projekte für Obdachlose anbietet und in zahlreichen Initiativen weltweit vernetzt ist.

## Häufigkeit
In Deutschland ist die Zahl der Obdachlosen und Wohnungslosen in keiner Bundesstatistik erfasst, was von Wohlfahrtsverbänden, Politikern und Journalisten immer wieder kritisiert wird. Bundesweit gibt es Schätzungen, die von Wohlfahrtsverbänden aufgestellt werden. Auch die Anzahl vollstreckter Zwangsräumungen wird statistisch bisher nicht erfasst.

### Wohnungslos
Die Zahl der Wohnungslosen (ohne Aussiedler) lag 1999 bei 440.000 und ist bis 2008 kontinuierlich auf 223.000 gesunken. Für das Jahr 2006 schätzte die Bundesarbeitsgemeinschaft Wohnungslosenhilfe (BAG W) die Verteilung der Wohnungslosen auf 11 % Kinder, 25 % Frauen, 64 % Männer. Für das Jahr 2009 schätzte sie 235.000 Wohnungslose. Für 2014 gibt die BAG W die Zahl der Wohnungslosen mit 335.000 an mit steigender Tendenz. Der Anteil der Frauen stieg dabei auf 28 %.

### Obdachlos
Ganz ohne Unterkunft auf der Straße lebten in Deutschland im Jahre 2018 rund 41.000 Menschen. Die Zahl der Personen, die ohne jeglichen Wohnraum auf der Straße leben, wird von der BAG W für die Jahre 2002 bis 2008 mit etwa 20.000 angegeben. 2004 schätzte die BAG W folgende Zahlen: Auf der Straße lebten etwa 20.000, davon 2.000 Frauen; zudem schätzte sie 5.000 bis 7.000 Straßenkinder. Für das Jahr 2009 schätzte sie 18.000 Obdachlose.

#### Zählung in Berlin - "Nacht der Solidarität"
Anfang 2020 wurden in Berlin an einem Abend bei einer nicht-repräsentativen Zählung tausender Freiwilliger nur 1.976 Obdachlose angetroffen. Bei vorangegangenen Schätzungen waren 6.000 bis 10.000 Obdachlose angegeben worden. Die Zählung wurde vor allem von wohnungslosen Menschen und Selbstvertretunginitiativen kritisiert: So wurde nur auf Straßen, nicht aber auf Friedhöfen, in Parks, Wäldern, Baustellen, Dachböden usw. gezählt, auch Menschen, die nicht offensichtlich als obdachlos wahrgenommen wurden, sind nicht erfasst worden. Auch hätten nicht wenige obdachlose Menschen sich dieser Zählung entzogen, in dem sie ihre üblichen Aufenthaltsorte verlassen haben. Das Berliner Bündnis Gemeinsam gegen Obdachlosigkeit und Zwangsräumungen forderte: Leerstand zählen statt obdachlose Menschen. Eine erneute geplante Zählung wurde – nicht zuletzt wegen der massiven Kritik an der Zählung und weil sich daraufhin nicht genügend Zählende meldeten – schlussendlich abgesagt.

### Untergebrachte
| Stichtag        | Deutsche | Ausländer |
| --------------- | -------- | --------- |
| 31. Januar 2025 | 65.665   | 474.675   |
| 31. Januar 2024 | 61.545   | 439.465   |
| 31. Januar 2023 | 60.185   | 372.060   |
| 31. Januar 2022 | 55.035   | 178.145   |

Das statische Bundesamt erhebt seit 2022 aufgrund § 2 WoBerichtsG, wie viele Menschen ohne Wohnung von Kommunen in Einrichtungen untergebracht waren. Am 31. Januar 2025 waren 474.700 Menschen in Not- und Gemeinschaftsunterkünften oder überlassenen Wohnungen untergebracht, davon 29 % aus der Ukraine; ihnen wurden vorübergehend Räume oder Wohnungen überlassen oder Übernachtungsgelegenheiten zur Verfügung gestellt, ohne dass dies durch einen eigenen Mietvertrag, einen Pachtvertrag oder durch ein dingliches Recht abgesichert war, einschließlich in (teil-)stationären Einrichtungen beziehungsweise im betreuten Wohnen der Wohnungslosenhilfe freier Träger untergebrachter. Die tatsächlich auf der Straße lebenden Personen fehlen in dieser Statistik.

### Kritik
Medien berichteten 2017 von einem Anstieg der Zahl obdachloser Minderjähriger. Einzelne Projekte helfen obdachlosen Jugendlichen, indem sie ihnen eine Postadresse, Mahlzeiten und Hilfe beim Umgang mit Behörden anbieten.
Auf der Straße lebe außerdem eine große Zahl Menschen aus Osteuropa ohne Anspruch auf Sozialhilfe und ohne Unterkunft. Manche arbeiten als Tagelöhner auf dem „Arbeiterstrich“. In diesem Zusammenhang wird behauptet, dass der Grund hierfür nicht etwa Armutszuwanderung sei, sondern strukturelle politische Ursachen wie die „Ausgrenzung des kleinen Teils der Zuwanderer, die wirklich hilfsbedürftig sind“, aus dem Hilfesystem des Staates.

## Ursachen
Obdachlosigkeit wird meist als ein Zusammenspiel persönlicher (individueller) und gesellschaftlicher (struktureller) Faktoren erklärt. Individuelle Faktoren sind etwa fehlende Ausbildung, Drogenabhängigkeit, psychische Krankheit und Kriminalität. Strukturelle Faktoren sind die Globalisierung und der damit verbundene Aufstieg des Neoliberalismus, der für freie Märkte und gegen staatliche Intervention eintritt; außerdem vermehrte Zuwanderung und die Deinstitutionalisierung der Unterbringung psychisch Kranker.
Wohlfahrtsverbände wie die Bundesarbeitsgemeinschaft Wohnungslosenhilfe (BAGW) weisen darauf hin, dass Obdachlosigkeit keinesfalls nur persönliche Ursachen hat, sondern vielmehr auch gesellschaftliche Gründe. Zuerst werden hier die zunehmende Armut in Deutschland sowie der Wohnungsmangel besonders in Ballungsgebieten genannt.
Die Ursachen für Obdachlosigkeit sind vielfältig und komplex. In vielen Fällen sind es eine Vielzahl von individuellen und interdependenten Faktoren, die in ihrer Gesamtheit zu einer Obdachlosigkeit führen.
Zu den Faktoren, die zur Obdachlosigkeit führen können, gehören:
- Schulden, Kündigung eines Mietvertrages und daraus resultierende Zwangsräumung
- Scheidung oder Tod eines Lebensgefährten oder nahen Verwandten
- Arbeitslosigkeit, fehlende Schulbildung oder unvollständige Berufsbildung
- Krankheit (meist psychische Störungen wie Schizophrenie[37], Persönlichkeitsstörungen,[38] Suchterkrankungen (Spielsucht), seltener auch körperliche Leiden)
- Gefängnisaufenthalt und mangelhafte oder fehlende Resozialisierung nach der Freilassung
- Kriegsflucht, Vertreibung oder Migration aus Armut
- Verlust des Wohnraums infolge von Naturkatastrophen
- Einer Studie zufolge erhöht das Erleiden eines Schädel-Hirn-Traumas die Wahrscheinlichkeit, im Verlauf des weiteren Lebens irgendwann von Obdachlosigkeit betroffen zu sein.[39][40]

Häufige Faktoren von Obdachlosigkeit bei Kindern und Jugendlichen sind:
- materielle Not und Obdachlosigkeit der gesamten Familie
- Flucht vor Gewalt oder Missbrauch im Elternhaus
- wechselnde Bezugspersonen, Heimunterbringung, fehlendes Urvertrauen

Als konkreter Anlass für die Obdachlosigkeit steht die Zwangsräumung wegen Mietschulden an erster Stelle. Weitere Anlässe können sein: Kündigung nach vertragswidrigem Gebrauch der Wohnung (z. B. infolge eines Messie-Syndroms).

## Folgen

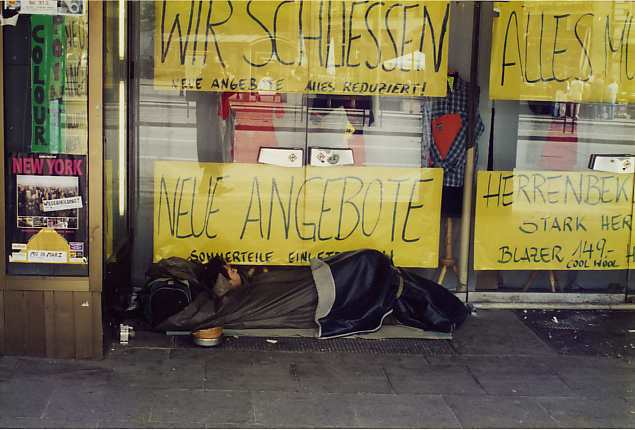
Obdachloser in der Hamburger Innenstadt, 1997

Die Folgen von Obdachlosigkeit sind vielfältig. Sie betreffen Leib und Leben sowie den Charakter der Betroffenen. Am sichtbarsten sind die Verwahrlosung und Verelendung. Die Folgen der Obdachlosigkeit im Einzelnen sind zum Beispiel:
- Wegfall der vom Staat gewährten sozialen Sicherheit
- unzureichende Hygiene
- Exposition gegenüber der Witterung wie zum Beispiel Hitze, Kälte, Regen und Schnee, mangelnde körperliche Erholung, Tod durch Erfrieren (z. B. im Winter zu Beginn der 1990er Jahre starben in Deutschland jährlich etwa 20 Obdachlose durch Erfrieren)
- unzureichende Ernährung, Mangelerscheinungen
- Krankheiten, insbesondere durch mangelnde Hygiene, höhere Infektionswahrscheinlichkeit, Fehl- und Unterernährung; Abwehrschwäche
- erhöhtes Risiko, Opfer gewalttätiger oder sexueller Übergriffe zu werden, etwa Vergewaltigungen, Diebstahl, Raub,[41] vereinzelt auch körperliche Gewalt bis zu Tötungsdelikten
- Veränderungen des Charakters durch das „Leben auf der Straße“, Diskriminierung durch die übrige Bevölkerung, soziale Isolation und Beschaffungskriminalität

Laut der englischen Studie Homelessness: A Silent Killer der Universität Sheffield haben Obdachlose im Durchschnitt eine um 30 Jahre geringere Lebenserwartung.

## Rechtliche Behandlung

### Bundesrepublik Deutschland
In Deutschland wird hinsichtlich der rechtlichen Betrachtung der Obdachlosigkeit zunächst eine Unterscheidung zwischen „freiwilliger“ und „unfreiwilliger“ Obdachlosigkeit getroffen.
Freiwillig obdachlos ist, wer selbstbestimmt und in voller Absicht ohne „ein Dach über dem Kopf“ lebt. Nach der herrschenden Rechtsauffassung ist diese Lebensweise bei Erwachsenen ein zu tolerierender Zustand. Die Entscheidung einer Person, ununterbrochen im Freien zu leben, ist Ausdruck der Wahrnehmung des nach Art. 2 Abs. 1 Grundgesetz geschützten Grundrechtes jeder natürlichen Person auf allgemeine Handlungsfreiheit. Allerdings ist dieses Recht zumeist nur eingeschränkt wahrnehmbar, da viele Gemeinden in Deutschland das Übernachten, Zelten oder Wohnen im öffentlichen Raum mittels Polizeiverordnung reglementieren und mit Bußgeldandrohungen für Zuwiderhandlungen versehen. Zudem ist es in bestimmten Fällen notwendig, eine ladungsfähige Anschrift anzugeben oder einen Zustellungsbevollmächtigten zu benennen.
Unfreiwillig obdachlos ist hingegen, wer „nicht Tag und Nacht über eine Unterkunft verfügt, die Schutz vor den Unbilden des Wetters bietet, Raum für die notwendigsten Lebensbedürfnisse lässt und insgesamt den Anforderungen an eine menschenwürdige Unterkunft entspricht“, und mit diesem Zustand nicht einverstanden ist. Die unfreiwillige Obdachlosigkeit gefährdet mehrere Individualrechtsgüter einer Person. Zu diesen zählen u. a. die Garantie der Menschenwürde (Art. 1 Abs. 1 GG), das Recht auf Leben, auf Gesundheit und körperliche Unversehrtheit (Art. 2 Abs. 2 Satz 1 GG) sowie gegebenenfalls auch das Grundrecht auf Eigentum (Art. 14 GG). Sie stellt nach dem Polizei- und Ordnungsrecht der Bundesländer eine Gefahr für die „öffentliche Sicherheit“ dar.
Die Städte und Gemeinden müssen unfreiwillig obdachlosen Personen, die sich finanziell bzw. auch persönlichkeitsbedingt nicht selbst eine Unterkunft verschaffen können, auf Antrag ein vorläufiges und befristetes Unterkommen einfacher Art zur Verfügung stellen. Die Unterkunft muss dabei nicht den allgemeinen Anforderungen an eine Mietwohnung entsprechen, da sie von vornherein nur eine Notlösung darstellt und auf einige Wochen oder jedenfalls wenige Monate angelegt ist. Es besteht somit nur Anspruch auf eine Unterbringung einfacher Art ohne jeglichen Komfort. Die Rechtsprechung definiert eine Obdachlosenunterkunft als ausreichend, wenn sie zeitweilig Schutz vor Witterung und Raum für die notwendigsten Lebensbedürfnisse sowie einen beheizbaren Aufenthaltsraum bietet. Auch sollten die Hausratgegenstände vorhanden sein, welche zum täglichen Leben unentbehrlich sind (z. B. Tisch, Stuhl, Bett, Schrank, Kochmöglichkeit und Waschstelle). Fließendes heißes Wasser sowie die Möglichkeit von Fernseh-, Internet- oder Radioempfang gehört jedoch nicht zu den Anforderungen.

### Österreich
Obdachlosigkeit ist nicht an sich verboten, jedoch geraten Obdachlose oft in Konflikt mit verwaltungsrechtlichen Vorschriften wie Bettel- und Kampierverboten, Lärmschutz-, Reinhalte- und Naturschutz-Vorschriften, sowie etwa Alkoholverboten und Anstandsgesetzen. Obdachlose halten sich auch häufig in öffentlich zugänglichen privaten (bzw. privatisierten) Räumen wie Einkaufszentren, Parkgaragen und Bahnhöfen auf, wo sie unter Umständen gegen das Hausrecht verstoßen und von privaten Sicherheitsdiensten (Security) verfolgt werden. Die Rechtsprechung der Höchstgerichte ist gegenüber offensichtlicher Obdachlosigkeit restriktiv, und wilde Zeltlager werden österreichweit meist geräumt.

### England und Wales
Der Housing (Homeless Persons) Act von 1996 sowie die zugehörige Homelessness (Priority Need for Accommodation) Order aus dem Jahr 2000 weisen in England und Wales den Gemeinden die Pflicht zur Unterbringung Obdachloser zu. Diese haben jedoch das Vorliegen eines Anspruchs auf Unterbringung vorab zu prüfen. Ein Anspruch besteht nur für „unfreiwillig“ (s. o.) obdachlose britische Bürger und Personen mit einem dauerhaften, rechtmäßigen Aufenthalt. Weiterhin wird hier nach der Schutzbedürftigkeit verschiedener Personengruppen markant priorisiert. So wird z. B. Familien mit Kindern regelmäßig Priorität vor der Unterbringung von erwachsenen Einzelpersonen eingeräumt. Im Zeitraum 2014/2015 unterteilten sich dementsprechend die Personen, welchen einen Anspruch auf Obdachlosenunterbringung zugesprochen wurde, zu 72 % in Haushalte mit Kindern und zu 22 % in erwachsene Einzelpersonen.
Gleichzeitig gibt es gesetzliche Maßnahmen, die der Verdrängung Obdachloser aus dem öffentlichen Raum Vorschub leisten: Der Anti-social Behaviour, Crime and Policing Act von 2014 erlaubt es der Polizei nach eigenem Ermessen, einen Platzverweis gegenüber Personen auszusprechen, die „andere Personen in der Öffentlichkeit belästigen oder in Aufregung oder in Sorge versetzen oder hierzu beitragen“ oder „das Auftreten von Straftaten oder Störungen der öffentlichen Ordnung am jeweiligen Ort befürchten lassen oder hierzu beitragen“.
 Diese sehr weit gefasste Allgemeinbefugnis umfasst regelmäßig auch die Wegweisung von Obdachlosen von Schlafplätzen im öffentlichen Raum.

### Ungarn
In Ungarn sind (Stand September 2013) viele der (laut UN-Schätzung 30.000 bis 35.000) Obdachlosen von einem neuen Gesetz betroffen, welches das Übernachten im Freien verbietet. Seitdem haben Städte und Gemeinden das Recht, Obdachlose nach Belieben aus bestimmten Gegenden auszuweisen. Bei Verstößen drohen Geld- und Gefängnisstrafen. Die Regierung Orbán begründete das Gesetz mit Sorge „um die öffentliche Ordnung und Sicherheit, die allgemeine Gesundheit und kulturelle Werte“.

## Wissenschaftliche Erforschung

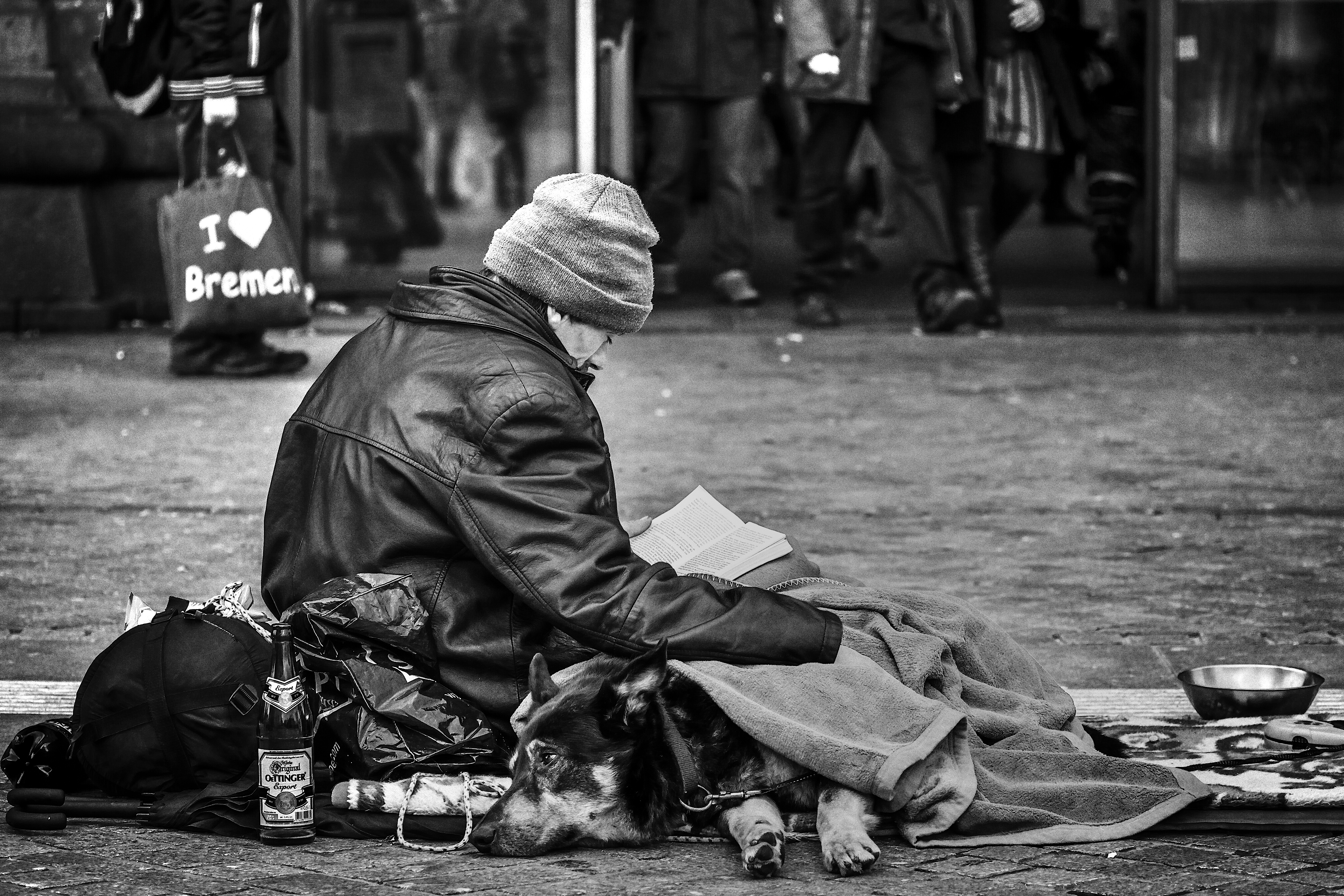
Obdachloser mit Hund in Bremen, 2014

### Ursachenforschung
Eine wissenschaftliche Auseinandersetzung mit der Obdachlosigkeit gab es erst in der Weimarer Republik (ab 1919). Ludwig Mayer veröffentlichte eine Studie über einen Wandertrieb und sah Obdachlosigkeit als psychische Krankheit. Tatsächlich führte das dazu, dass wegen Landstreicherei kaum jemand verurteilt wurde, weil Psychologen einen Wandertrieb diagnostizierten; ein bei Nomadenvölkern besonders häufiges Gen sei davon die Ursache.
Lionel Thelen erklärt mit Berufung auf Pierre Bourdieu und Donald Winnicott die dauerhafte Beibehaltung des Status Obdachlosigkeit über soziale Prozesse innerhalb der Obdachlosenszene. Obdachlose würden, um sich innerhalb der Szene einen Rest persönlicher Behauptung zu bewahren, die letzten sozialen Verbindungen zur sesshaften Außenwelt kappen. Thelen sieht darin einen Teufelskreis, der zu emotionaler Stumpfheit und Entpersonalisierung führe. Nach Thelen führt längere Obdachlosigkeit zu „sozialer Nacktheit“ und einem „exil de soi“, dem Exil vom Selbst, oder einem „Neben-sich-Stehen“, welches die Persönlichkeit schwäche und die Rückholung in die Gesellschaft und die Arbeit von sozialen Institutionen erheblich erschwere.
Eine Bremer Studie aus dem Jahr 1999 ergab, dass für junge Menschen zunächst die Clique eine Art Ersatzfamilie bildet und somit zum Anziehungspunkt wird. Diese Szene sei jedoch in den einzelnen Städten unterschiedlich ausgeprägt.

### Obdachlosendiskriminierung

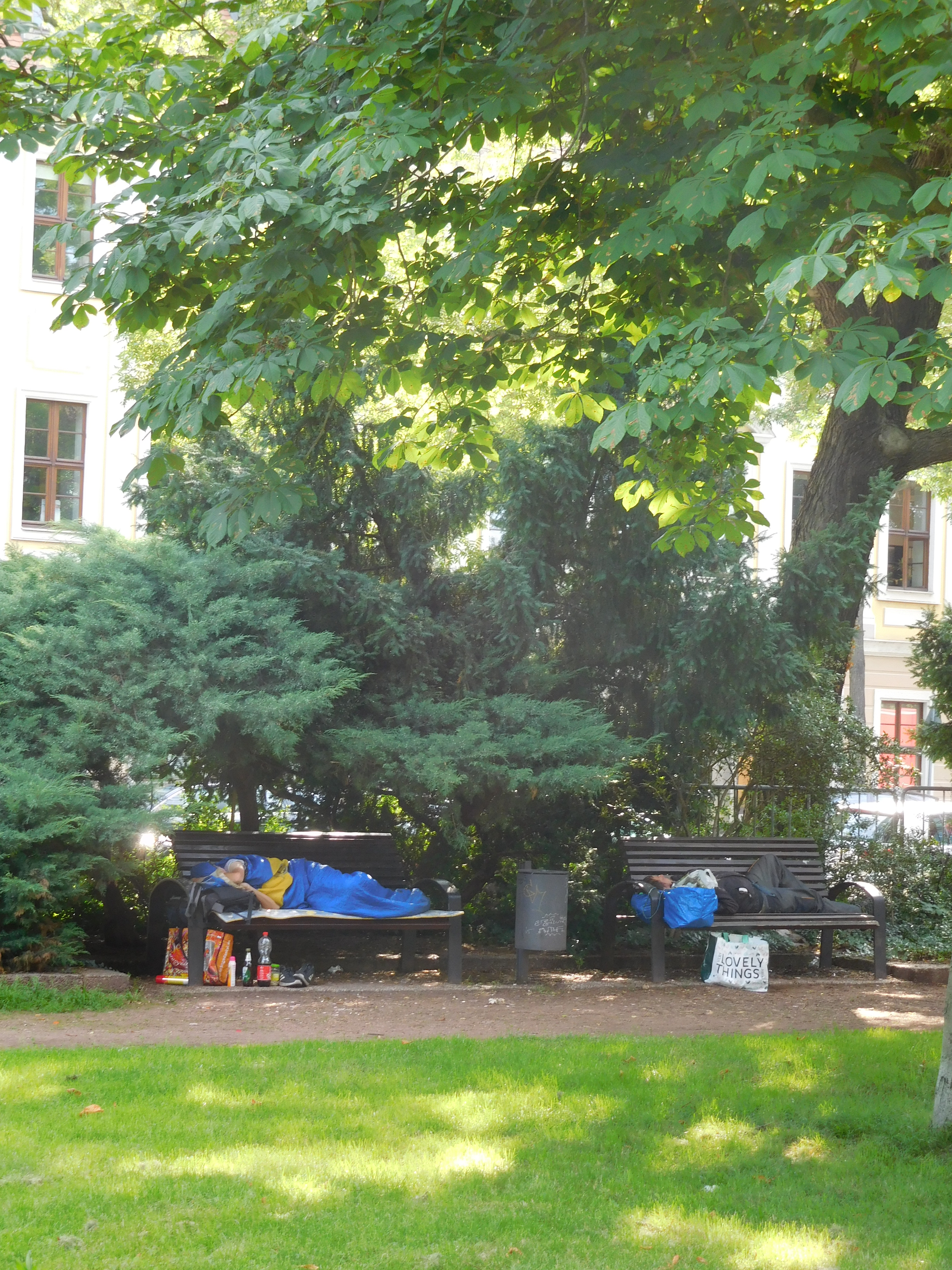
Notschlafgemeinschaft unterm Blätterdach: Palaispark am Japanischen Palais in Dresden (2021)

Obdachlose Menschen sind in einem besonderen Maße Anfeindungen ausgesetzt. In diesem Zusammenhang entstand auch der Begriff Obdachlosendiskriminierung. Das Forschungsprojekt Gruppenbezogene Menschenfeindlichkeit misst die Abwertung von Personengruppen in Deutschland, so auch von Obdachlosen. Der Leiter des Projekts Wilhelm Heitmeyer mutmaßt, dass eine in Studien des Projekts festgestellte zunehmende Abwertung von Obdachlosen mit einer Ökonomisierung der sozialen Zusammenhänge einhergeht, der zufolge Menschen stärker nach dem Kriterium der Nützlichkeit betrachtet und als „nutzlos“ empfundene Langzeitarbeitslose und Obdachlose abgewertet würden. Eine gruppenspezifische Abwertung bildet die Grundlage für Hate Crime, also für Gewalttaten, die sich lediglich aus der Zugehörigkeit des Opfers zu einer als minderwertig wahrgenommenen Gruppe speisen. Seit den 2010er Jahren wird in den Medien über städtebauliche Maßnahmen der sogenannten defensiven Architektur berichtet, die Obdachlose etwa davon abhalten soll, auf Bänken im öffentlichen Raum zu schlafen.
Medien berichteten über Gewalt gegenüber Obdachlosen bis hin zu Totschlag und Mord. Eine Auswertung der gemeldeten Straftaten deutete im Jahr 2004 nach Auffassung eines Berliner Sozialwissenschaftlers oft auf kleine Gruppen von Jugendlichen mit rechtsextremem Hintergrund hin. Eine Antwort der Bundesregierung auf eine Anfrage der PDS-Fraktion im Jahre 2001 hatte diese Behauptung nicht bestätigen können.

## Obdachlosenhilfe

### Zwangsgemeinschaftliche Notschlafstellen
Viele Städte und Gemeinden, sowie auch religiöse und private Organisationen, betreiben zwangsgemeinschaftliche Notschlafstellen, häufig Massenunterkünfte, die in der Regel tagsüber wieder verlassen werden müssen. Dort können obdachlose Menschen befristet übernachten und duschen und auf die Toilette gehen. Nur wenige Einrichtungen dieser Art bieten die Möglichkeit zu kochen, Wäsche zu waschen und Sachen in einem versperrbaren Spind aufbewahren zu können.
Die Zustände in diesen Massennotunterkünften für obdachlose Menschen werden häufig als menschenunwürdig bezeichnet. Nicht wenige obdachlose Menschen meiden diese Unterkünfte.
Für den Tagesaufenthalt obdachloser Menschen gibt es in vielen Städten Tagesaufenthaltsstätten. Gelegentlich werden dort Mahlzeiten angeboten und Postadressen (für den Briefverkehr mit Gerichten, Ämtern und Behörden) vergeben.

### Betreutes Wohnen
Betreutes Wohnen ist eine unselbständige Wohnform, bei der das Wohnen in einem möblierten Einzelzimmer oder einer Garçonnière zusammen mit einer sozialarbeiterischen Unterstützung angeboten wird. Betreutes Wohnen wird von staatlichen und privaten wohltätigen Nichtregierungsorganisationen (NGOs) angeboten und wird meist vom Staat finanziell bezuschusst. Die Benutzer schließen mit dem Betreiber in der Regel einen Dienstleistungsvertrag (Nutzungsvertrag) und keinen echten Mietvertrag.
Die rechtliche Grundlage für Betreutes Wohnen stellt der §67 Sozialgesetzbuch Zwölftes Buch dar: "Hilfe in besonderes Lebenslagen". Dort ist ausgeführt: "Personen, bei denen besondere Lebensverhältnisse mit sozialen Schwierigkeiten verbunden sind, sind Leistungen zur Überwindung dieser Schwierigkeiten zu erbringen, wenn sie aus eigener Kraft hierzu nicht fähig sind."

### Selbsthilfe
Das Spektrum der Selbsthilfe bei Obdachlosigkeit umfasst:
- Das Schlafen auf der Straße, dem Gehsteig, auf Parkbänken oder unter Brücken (engl. "rough sleeping");
- wenn Geld vorhanden ist, das Wohnen in Hotels, Pensionen und Kurzzeitvermietungen;
- Sofasurfing, das Übernachten bei Verwandten oder Freunden;
- Schlafen in Kellern, Abbruchhäusern, Garagen, Bahnhöfen und ähnlichen Bauten;
- Wohnen in Kraftfahrzeugen wie Wohnmobilen, Kastenwagen und PKW;
- improvisierte Unterkünfte wie Zelte und Wohncontainer (Biwakschachteln, Hotelkapseln) aus Pappe und Kunststoff.

Gelegentlich bilden sich ausgedehnte Zeltlager in städtischen Parks, die meist nach kurzer Zeit wegen sanitärer und sicherheitspolizeilicher Missstände zwangsgeräumt werden (vgl. den Dschungel von Calais).

### Housing First
Housing First, auch „rapid re-housing“ genannt, ist ein relativ neuer Ansatz aus der US-amerikanischen Sozialpolitik beim Umgang mit Obdachlosigkeit und eine Alternative zum herkömmlichen System von Notunterkünften und vorübergehender Unterbringung. Seit einigen Jahren wird der Ansatz auch in Deutschland, Großbritannien, Dänemark, Finnland, Frankreich, Portugal und Österreich umgesetzt.
Der Koalitionsvertrag für die 20. Legislaturperiode sieht vor, junge Wohnungslose mit Housing-First-Konzepten zu fördern.

### Duschmobile
Seit August 2019 fährt in Berlin das Duschmobil jede Woche fünf verschiedene Bezirke in Berlin an.

### „Ulmer Nest“
In Ulm wird seit Dezember 2019 in einem Pilotprojekt – begleitet von der Universität Kassel – das Angebot „Ulmer Nest“ erprobt. Ein von innen verschließbares Holzgehäuse soll Obdachlosen im Winter Schutz bieten.

### Obdachlosenzeitungen
In vielen Städten der Welt werden Straßenzeitungen von Obdachlosen verkauft. Geschrieben und produziert werden die Wochen- oder Monatszeitungen meist von Profis. Ziel ist es, Obdachlose durch eine eigene Geschäftstätigkeit – hier der Verkauf – in Selbstwirksamkeit zu bringen. Sie übernehmen Verantwortung, pflegen Kontakt zu den Käufern (die ihrerseits mit Obdachlosigkeit in Berührung kommen), enthalten mindestens die Hälfte des Verkaufspreises und zunehmend lernen einige auch in der Redaktion mitzuarbeiten. In Deutschland gibt es bereits 40 verschiedene Zeitungen, in Österreich zwölf, in der Schweiz zwei. Die Zeitungen haben sich in Deutschland und weltweit zu einem Dachverband zusammengeschlossen. Berichtet werden Lebensgeschichten, Einblicke in das Leben auf der Straße, Gedanken zu Sozialpolitik, dem Leben in der Stadt und vieles mehr. Manche Zeitungen bieten auch eine offene Universität oder Stadtführungen durch Obdachlose.

## Soziale Bewegungen und Selbstvertretungen
Immer wieder gibt es Versuche und Initiativen zur Organisation obdachloser Menschen, die teilweise von ihnen selbst, teilweise von außen angestoßen werden. Beispielsweise ist hier die Bruderschaft der Vagabunden um Gregor Gog zu nennen, die mit Kunstausstellungen, einer Zeitschrift Der Kunde sowie mit einem Vagabundenkongress auf sich aufmerksam machte. Die Bruderschaft der Vagabunden wurde 1933 von der NSDAP zerschlagen.
In den späten 80er Jahren des 20. Jahrhunderts versuchte der obdachlose Hans Klunkelfuss mit seinen Berber-Briefen, die als Vorläufer der heutigen Straßenzeitungen gelten können, an die Idee der politischen Bewegung obdachloser Menschen anzuknüpfen
Im Jahr 1991 organisierte Willy Drucker im Hans-Hergot-Turm in Uelzen einen „Kongress der Kunden und Vagabunden, Obdach- und Besitzlosen“.
Im Zuge der Verbreitung des World Wide Web wurden obdachlose Menschen auch im Internet aktiv. Im Jahr 2004 eröffnete Richard Brox eine Adressensammlung von Einrichtungen der Wohnungslosenhilfe im Internet, zunächst unter dem Namen „Kurpfälzer Wandersmann“, später als Blog mit dem Titel „Ohne Wohnung – was nun?“. Für seine Arbeit wurde er 2012 für den Deutschen Engagementpreis des Bundesverbands Deutscher Stiftungen nominiert, im Jahr 2014 für den Panter-Preis der taz.
Ein weiteres Beispiel für Selbstvertretung obdachloser Menschen ist die von Jürgen Schneider im Jahr 2007 ins Leben gerufene „Berber-Info“, eine Internet-Plattform, die Informationen für wohnungslose Menschen, in der Regel Anlaufstellen, Notübernachtungen, Beratungsstellen usw., bereitstellt. Aus der Berber-Info ging 2012 das Armutsnetzwerk hervor.
Regelmäßig jährlich veranstaltete die Landes-Arbeits-Gemeinschaft wohnungsloser Menschen Berbertreffen, zu denen obdachlose Menschen eingeladen wurden. Das 13. und bislang letzte Berbertreffen fand 2009 im St. Ursula-Heim in Offenburg statt.
Auf Initiative von Stefan Schneider und Jürgen Schneider vom Armutsnetzwerk wurden in Kooperation mit der Wohnungslosenhilfe der Stiftung Bethel in Freistatt einwöchige Wohnungslosentreffen organisiert, die seit 2016 einmal jährlich im Sommer an wechselnden Orten stattfinden. Daraus hervorgegangen ist die Wohnungslosenstiftung – Gesellschaft für Selbstvertretung wohnungsloser Menschen und Empowerment auf Augenhöhe. Die Wohnungslosenstiftung verfolgt das Ziel, obdachlosen Menschen zu ermöglichen, „sich für ihre eigenen Belange und Interessen einzusetzen, eigene Aktionen, Initiativen und Projekte zu planen und zu verwirklichen und so ihre Lebenslage nachhaltig und selbstbestimmt zu verändern und zu verbessern“. Die Wohnungslosenstiftung organisiert im Frühjahr und Herbst an wechselnden Orten offene Netzwerktreffen für obdachlose und wohnungslose Menschen.
Obdachlosigkeitserfahrene Aktivisten und Buchautoren wie Janita Juvonen, Richard Brox, André Hoek und Jürgen Schneider, Linda Rennings reisen durch Deutschland, um auf öffentlichen Veranstaltungen, Tagungen, Lesungen auf Grundlage ihrer Erfahrungen und eigenen Einschätzungen auf die Lage wohnungsloser Menschen aufmerksam zu machen und ihre Sicht auf das Problem zu kommunizieren.

## Zitat
„Obdachlos zu sein wäre gar nicht so schwer, wenn es die Nacht nicht gäbe.“

## Obdachlosigkeit als Thema in der Kunst

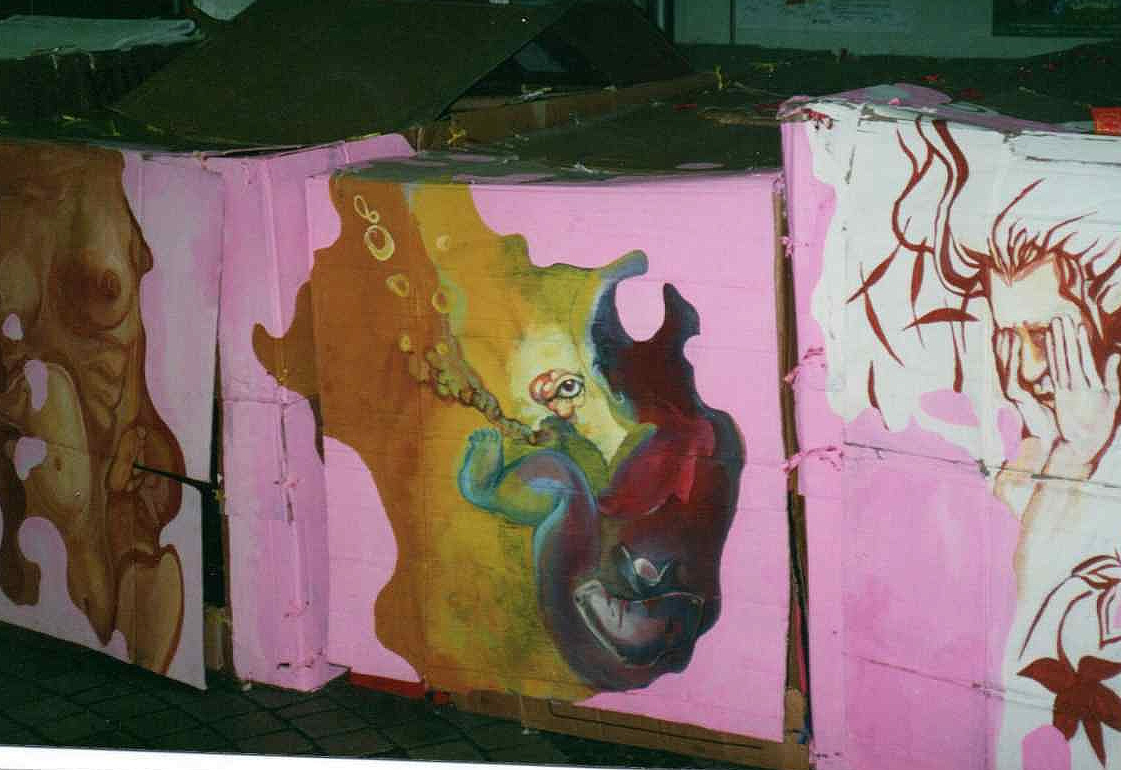
Von Obdachlosen künstlerisch gestaltete Pappkartonunterkünfte in Shinjuku, Tokio (1996)

### Film
Obdachlosigkeit ist Gegenstand zahlreicher Filme. Exemplarisch seien hier genannt:
- Der Stadtstreicher ist der zweite Kurzfilm des deutschen Regisseurs Rainer Werner Fassbinder. Er wurde in München im November 1966 in Schwarzweiß gedreht. Dieser Film ist stark von dem französischen Film Im Zeichen des Löwen von Eric Rohmer über einen Clochard beeinflusst (1959).
- Im 2015 produzierten deutschen Fernsehfilm Ein Teil von uns spielen Brigitte Hobmeier als Tochter Nadja und Jutta Hoffmann als ihre obdachlose Mutter Irene. Jene taucht immer wieder überraschend im Leben der Kinder auf. Das Drehbuch zum Film schrieb Esther Bernstorff, Regie führte Nicole Weegmann. Die meisten der Außenaufnahmen entstanden in München. Das Fernsehspiel aus dem Jahr 2016 mit 86 Minuten Länge erhielt diese Preise: 2016 beim FernsehFilmFestival Baden-Baden den Zuschauerpreis als bester Film, beide Hauptdarstellerinnen für ihre Leistungen und Bestes Drehbuch. 2017 ging ein Grimme-Preis an die Produktion.

Siehe auch: Kategorie:Obdachlosigkeit im Film

### Fotografie
Obdachlosigkeit und insbesondere obdachlose Menschen sind seit den Anfängen der Fotografie Gegenstand zahlreicher fotografischer Arbeiten. Exemplarisch seien erwähnt die Arbeiten von Emil Kläger in der Wiener Kanalisation oder in neuerer Zeit die Arbeiten von Karin Powser, die selbst ehemals obdachlos war.
Der japanische Fotograf Manabu Yamanaka fotografierte in seiner ersten Serie Arakan (japanisch ‚der Wertvolle‘) japanische Obdachlose. Ein Arakan oder Rakan (von Sanskrit arhat ‚der Wertvolle‘) ist ein Anhänger des Buddhismus, der sich von allen irdischen Wünschen losgesagt hat und jenseits von Leben und Tod steht. Obwohl er das Stadium der Erleuchtung bereits erreicht hat, bleibt er als Vorbild auf der Erde. Durch den Titel rückt der Fotograf die Abgebildeten in die Nähe von erleuchteten Anhängern des Buddhismus. Es gelingt Yamanaka, einen Obdachlosen als Erleuchteten darzustellen und sich damit von der gängigen Abwertungen dieser Randgruppe unabhängig zu machen.